# 亨利三世 (魯汶)
亨利三世（法語：Henri III de Louvain；？—1095年），魯汶伯爵，亨利二世的長子，1078年至1095年在位。

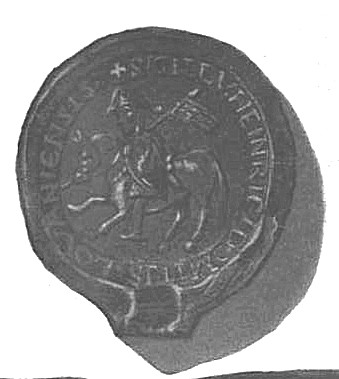

## 家庭
1090年左右，亨利三世與佛蘭德伯爵羅貝爾一世的女兒格特魯德結婚，兩人共有兩個女兒：
1. 阿德萊德（英语：Adelaide of Leuven）
2. 格特魯德